# Surimi

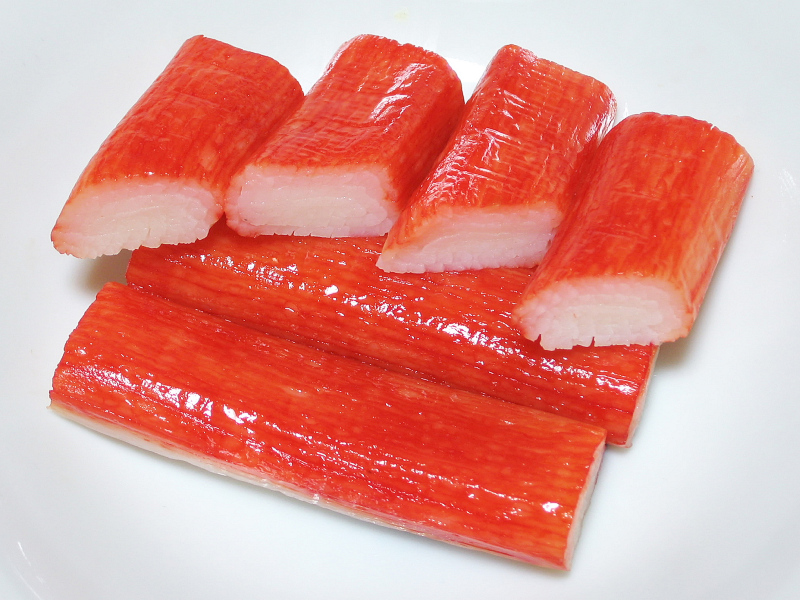
Surimi (Kanikama)

Surimi (japanska: 擂り身, "malet kött") är födoämnen tillverkade av fisk- eller köttmassa som pressats till nya former och smaksatts till skenbart nya livsmedel. Till surimi av fisk används till exempel kummel eller Alaska pollock. I Sverige används mycket "crabsticks" men i asiatiska länder görs många andra typer av surimi.